# Listrognathus loisi
Listrognathus loisi là một loài tò vò trong họ Ichneumonidae.